# 烏卡辛·波萊科西奇
烏卡辛·波萊科西奇（1982年8月30日—）是一位黑山足球運動員。在場上的位置是守門員。他現在效力於匈牙利足球甲級聯賽球隊德布勒森足球俱樂部。他也代表黑山國家足球隊參賽。